# 鄧培槐
鄧培槐。江西新淦縣人，清朝政治人物。

## 生平
道光二十七年（1847年）丁未科會試中式，殿試位列三甲第一百一十二名，與名臣張之萬、徐樹銘、李鴻章、沈葆楨、馬新貽等同榜，賜同進士出身。官至內閣中書。